# Parc Tassart
Le parc Tassart est un parc situé à Cahors, dans le département français du Lot.
Accessible par la rue Joachim-Murat ou la rue Émile-Zola, il est situé derrière le musée de Cahors Henri-Martin.
Ancien jardin de l'évêché concordataire au XIXe siècle, il devient jardin public en 1906. On y admire des arbres introduits en France à partir de la fin du XVIIIe siècle : Sequoiadendron giganteum et Magnolia grandiflora d'Amérique, Magnolia soulangeana du Japon.
Le parc accueille également des arbres de collection : Pinus pungens (pin de Chine à écorce de platane), Taxodium distichum (cyprès chauve de Louisiane), etc.
Il est agrémenté d'une mare et d'un jardin d'enfants.
On[Qui ?] y trouve aussi l'œuvre du sculpteur Paul Niclausse intitulée L'Orpheline (1913).
Il porte le nom d'Albert Tassart, ancien conseiller municipal de Cahors.